# Boram
Jeon Boram (Hangul: 전보람; Hanja: 全보람; Katakana: チョン ボラム; Jeonju, 22 de marzo de 1986), más conocida como Boram, es una cantante y actriz surcoreana. Debutó como solista en 2008, lanzando dos EPs, antes de convertirse en integrante del grupo femenino T-ara, en el que estuvo desde 2009 hasta 2017.

## Biografía

### 1986-2008: Primeros años
Boram nació el 22 de marzo de 1986. Su padre es Jeon Youngrok, que era un cantante muy popular en Corea del Sur en los años 70 y 80. Su madre es Lee Mi Young, una actriz muy conocida. Ella es una artista de 3 ª generación, en Corea puesto que su abuelo, Hwang Hae, y su abuela, Baek Hee Sul, fueron ambos cantantes famosos. Su hermana menor, Wooram, es un miembro del grupo de chicas de Corea llamado D-Unit.[cita requerida]
Boram ha estudiado en la Universidad Myungji, en el Departamento de Artes Teatrales y Visual, igual que su excompañera de grupo Qri.

### 2008-2009: inicios de carrera
Boram ha lanzado un álbum y un simple previo a su debut en T-ara. "From Memory" fue lanzado en noviembre de 2008 y "Lucifer Project Vol. 1. 爱" fue lanzado en abril de 2008.

### 2009-2017: T-ara
Boram fue el primer nuevo miembro que se añade a T-ara después de que dos antiguos miembros, Jiae y Jiwon, abandonaran el grupo a mediados de 2009. Ella fue contactada por el director general de Core Contents Media después de ver un videoclip del baile de Boram BoA's "My Name".
Se anunció el 15 de julio de 2010 que ella se haría cargo de Eunjung de. Posición como el segundo líder de la banda T-ara, después de la adición de Hwayoung como nuevo miembro.
En 2010, fue elegida en una película de un episodio de KBS  Purple Heeled Grim Reaper is Coming.
En 2011, participó en un musical llamado "I Really Really Like You" con su padre.
Boram pasó su liderazgo a su compañera Hyomin en julio de 2011.

## Filmografía

### Dramas
- The Angel of Death Comes With Purple High Heels (KBS, 2010)
- T-ara and Yoon Si-yoon's Bubibubi (Olive TV,2010)
- Soul (MBC, 2009)

| Año  | Título                                  | Papel     |
| ---- | --------------------------------------- | --------- |
| 2009 | MBC "Soul"                              | Cameo     |
| 2010 | KBS Master of Study                     | Cameo     |
| 2010 | KBS Purple Heeled Grim Reaper is Coming | Lead Role |
| 2010 | Death Bell 2: Bloody Camp               | Cameo     |

### Películas
- Death Bell 2: Bloody Camp (2010)
- The Romantic President (2002)

### Programas de televisión
- 2013: Hello Counselor (KBS2) - Invitada, Ep. 155
- 2009: Rich Artifacts

### Musicales
- 2011: I Really Really Like You

### Videos musicales
- Music Drama de la canción “Tik Tok” de 2PM y Yoon Eun Hye, para el anuncio de cerveza “Cass”.
- Kebee-Feeling You.

### Otros
| Año  | Título                           |
| ---- | -------------------------------- |
| 2008 | Lucifer Project Vol 1.           |
| 2010 | Cass Beer CF                     |
| 2011 | I Really Really Like You Musical |

## Discografía
| Año  | Álbum       | Notas |
| ---- | ----------- | ----- |
| 2008 | From Memory | Solo  |